# Беговишки езера
Беговишките езера са малка езерна група от две езера в Северен Пирин, принадлежаща към басейна на Санданска Бистрица, ляв приток на Струма.
Намират се в Беговишкия циркус между върховете Яловарника и Куклите на юг, Каменица на североизток и Беговишкия страничен рид на север. По-голямото Кукленско (Беговишко) езеро е разположено на височина от 2294 m, на 41°40′36″ с. ш. 23°28′33″ и. д. / 41.676667° с. ш. 23.475833° и. д. и е с площ от 8 дка. Има триъгълна форма и е оградено с мощни скални сипеи. По-малкото е по на запад (41°40′43″ с. ш. 23°28′11″ и. д. / 41.678611° с. ш. 23.469722° и. д.) и по-ниско – 2247 m. От тях води началото си река Беговица, ляв приток на Санданска Бистрица.
Покрай Беговишките езера минава маркирана пътека от хижа „Беговица“ за хижа „Демяница“.